# Christine Lakin
Christine Helen Lakin (Dallas, Texas, 25 de enero de 1979) es una actriz de cine y televisión estadounidense.

## Primeros años
Lakin nació en Dallas, Texas, hija de Karen Niedwick y James Daley Lakin. Fue criada en Roswell, Georgia. Se graduó de la Lovett School en 1997.

## Carrera
Lakin inició su carrera actuando en anuncios comerciales, antes de obtener su primer papel importante en el telefilme The Rose and the Jackal. La película fue transmitida en 1990, un año antes de que fuera seleccionada para interpretar a Al Lambert en la sitcom Step by Step.
Después de que Step by Step fuera cancelada en 1998, Lakin continuó actuando en películas como Reefer Madness y Who's Your Daddy?
En 2006, fue una miembro regular del elenco del show de MTV Wild 'n Out. También apareció en un comercial llamado "But He Has Bud Light" que fue transmitido durante el Super Bowl XLI.
En 2008, protagonizó junto con Paris Hilton en la película The Hottie and the Nottie, la cual fue criticada negativamente en los Estados Unidos.
En marzo de 2016 se une al elenco de la serie de la cadena de cable Hollywood Darlings compartiendo créditos con las actrices de los años 90 Jodie Sweetin y Beverley Mitchell.
Desde 2019 tiene un podcast donde habla de ella misma todo el tiempo

## Vida personal
En 2004 tuvo una relación sentimental con el productor Andy Fickman.[cita requerida] En 2008 pusieron fin a su relación. En octubre de 2014 se casó con el actor Brandon Breault y el 6 de marzo de 2016 tuvieron a su primera hija Georgia James Breault.[cita requerida] El 10 de septiembre de 2018, nació su segundo hijo Baylor B. Breault.

## Filmografía

### Cine
| Año  | Película                                            | Personaje                      | Notas                                        |
| ---- | --------------------------------------------------- | ------------------------------ | -------------------------------------------- |
| 2000 | Finding Kelly                                       | Kelly Harrington               |                                              |
| 2000 | Boltneck                                            | Macy                           | También llamada: "Big Monster on Campus"     |
| 2000 | Whatever It Takes                                   | Sloane                         |                                              |
| 2001 | Buck Naked Arson                                    | Becca                          |                                              |
| 2001 | Jungle Juice                                        | Rebecca                        |                                              |
| 2002 | Getting Out                                         | Natasha                        | Corto                                        |
| 2002 | Who's Your Daddy?                                   | Kate Reeves                    |                                              |
| 2003 | Going Down                                          | Jamie                          |                                              |
| 2004 | Blue Demon                                          | Katie                          | Vídeo                                        |
| 2005 | In Memory of My Father                              | Christine                      |                                              |
| 2005 | Suits on the Loose                                  | Danielle                       |                                              |
| 2006 | The Cutting Edge: Going for the Gold                | Luanne King                    | Vídeo                                        |
| 2007 | Georgia Rule                                        | Grace Cunningham               |                                              |
| 2007 | Dark Mirror                                         | Tammy                          |                                              |
| 2007 | The Game Plan                                       | Nichole                        |                                              |
| 2008 | The Hottie and the Nottie                           | June Phigg                     |                                              |
| 2008 | Chronic Town                                        | Kelly                          |                                              |
| 2008 | Patsy                                               | Patsy                          |                                              |
| 2008 | Red Canyon                                          | Regina                         |                                              |
| 2009 | Race to Witch Mountain (La montaña embrujada [Esp]) | Sunday                         |                                              |
| 2009 | Super Capers                                        | Red                            |                                              |
| 2009 | Buttf**keer                                         | Skyler                         | Corto                                        |
| 2009 | Wiffler: The Ted Whitfield Story                    | Kiki Hamilton                  |                                              |
| 2010 | Valentine's Day                                     | Heather                        |                                              |
| 2010 | Elektra Luxx                                        | Venus Azúcar                   |                                              |
| 2010 | Caught in the Crossfire                             | Tracy                          |                                              |
| 2010 | Life’s a Beach                                      | Rebecca                        |                                              |
| 2010 | Alpha and Omega                                     | Reba                           |                                              |
| 2010 | You Again                                           | Taylor                         |                                              |
| 2010 | Screwball: The Ted Whitfield Story                  | Kiki Hamilton                  |                                              |
| 2010 | Just Married                                        | Claire                         | Corto                                        |
| 2010 | Darnell Dawkins: Mouth Guitar Legend                | Wilimina Stansbury             |                                              |
| 2010 | Beverly Hills Chihuahua 2                           | Reportera                      |                                              |
| 2011 | Dead Space: Aftermath                               | Leslie Pallas                  |                                              |
| 2011 | New Year's Eve                                      | Mesera Alyssa                  |                                              |
| 2012 | Jewtopia                                            | Helen O'Connell                |                                              |
| 2012 | Parental Guidance                                   | Helen                          |                                              |
| 2013 | The Frankenstein Theory                             | Annie                          |                                              |
| 2014 | Veronica Mars                                       | Susan Knight                   |                                              |
| 2014 | Small Town Saints                                   | Lucy                           |                                              |
| 2014 | Somebody's Mother                                   | Maggie                         | Corto                                        |
| 2015 | Bethlehem                                           | Connie Talbot                  |                                              |
| 2015 | The Leisure Class                                   | Carla                          | Película del Proyecto Greenlight de HBO (T4) |
| 2015 | Helen Keller vs. Nightwolves                        | Zelda                          |                                              |
| 2016 | Mother's Day                                        | Anfitriona del cruce de trenes |                                              |
| 2016 | Batman: Bad Blood                                   | Reportera                      | Directo-a-vídeo                              |
| 2017 | Jimmy The Saint                                     | Petra                          |                                              |
| 2019 | I Am That Man                                       | Nicole Beckett                 |                                              |
| 2019 | #3 Normandy Lane                                    | Trisha                         | Corto                                        |

### Televisión

#### Director
| Año       | Título          | Notas                                          |
| --------- | --------------- | ---------------------------------------------- |
| 2012      | Lovin' Lakin    | 9 Episodios. Miniserie                         |
| 2015      | Image Doctors   | Episodio: "Elaine Stritch (Halloween Special)" |
| 2017      | Dancer By Trade |                                                |
| 2018–2021 | The Goldbergs   | 5 Episodios                                    |
| 2019–2020 | Schooled        | 3 Episodios                                    |

#### Actor
| Año           | Título                            | Personaje                            | Notas |
| ------------- | --------------------------------- | ------------------------------------ | --- |
| 1990          | The Rose and the Jackal           | Pequeña Rose                         | Película de televisión |
| 1991−1998     | Step by Step                      | Alicia "Al" Lambert                  | Personaje principal. 160 episodios Nominada − Premio Young Artist a la mejor actriz joven en una serie de televisión (1993) Nominada − Premio Young Artist a la mejor reparto juvenil en una serie de televisión (1994) |
| 1998          | 7th Heaven                        | Cassandra                            | Episodio: "Let's Talk About Sex" |
| 1999          | 3rd Rock from the Sun             | Michelle Solomon                     | Episodio: "Dick Solomon of the Indiana Solomons" |
| 1999          | Promised Land                     | Dawn Sterling                        | Episodio: "In the Money" |
| 2000          | Odd Man Out                       | Gwen                                 | Episodio: "My Life as a Dog" |
| 2000          | Seven Days                        | Karen                                | Episodio: "Witch Way to the Prom" |
| 2000          | Opposite Sex                      | Lisa                                 | Episodios: "Pilot" y "The Field Trip Episode" |
| 2000          | Lost in Oz                        | Jade                                 | Episodio piloto. No vendido |
| 2001          | Ruling Class                      | Sara Olszewski                       | Película de televisión |
| 2002          | Boston Public                     | Cindy                                | Episodio: "Chapter Forty-Two" |
| 2002          | Touched by an Angel               | Ashlee                               | Episodio: "Two Sides to Every Angel" |
| 2004          | Combustion                        | Carmen                               | Película de televisión |
| 2004          | Rodney                            | Señorita Preston                     | Episodio: "Teacher" |
| 2005          | Reefer Madness: The Movie Musical | Juana de Arco / Bailarina            | Película de televisión |
| 2005          | Dirty Famous                      | Tanya Bremer                         | Película de televisión |
| 2005          | Veronica Mars                     | Susan Knight                         | Episodio: "Mars vs. Mars" |
| 2005          | Wild 'N Out                       | Ella misma                           | |
| 2006          | Mystery Woman: At First Sight     | Francie McPhillips                   | Película de televisión |
| 2006          | Sons & Daughters                  | Sydney                               | Episodios: "Karaoke" y "House Party" |
| 2006          | One on One                        | Erin                                 | Episodio: "I Love L.A.: Part 1" |
| 2006          | CSI: Miami                        | Novia de Ethan Parker                | Episodio: "Death Pool 100" |
| 2007          | The Loop                          | Leeza                                | Episodio: "Stride" |
| 2008          | CSI: Crime Scene Investigation    | Margo Delphi                         | Episodio: "The Theory of Everything" |
| 2008          | Wainy Days                        | Nan                                  | Episodio: "Nan and Lucy" |
| 2008−2009     | Valentine                         | Kate Providence                      | Personaje principal. 8 episodios |
| 2009          | Bones                             | Vanessa Newcomb                      | Episodio: "The Bones That Foam" |
| 2009          | Rita Rocks                        | Stephanie                            | Recurrente 4 episodios. Episodio: "The Jealous Kind" |
| 2010-presente | Family Guy                        | Joyce Kinney, varias voces           | Voz (32 episodios). Episodio: "Quagmire's Baby" |
| 2010          | The Iceman Chronicles             | Barbie Pedderson                     | Serie |
| 2010          | NCIS                              | Rachel Wells                         | Episodio: "Double Identity" |
| 2011          | Hellcats                          | Kelly                                | Episodios: "Papa, Oh Papa" y "I'm Sick Y'all" |
| 2011          | Melissa & Joey                    | Jackie                               | Episodios (4): "Waiting for Mr. Right", "The Donor" y "You're the One That I Want" |
| 2012          | Stevie TV                         | Taylor Armstrong / Mamá de Mackenzie | Episodios; "1.1", "1.2" |
| 2012          | Lovin' Lakin                      | Ella misma                           | Miniserie |
| 2012          | CSI: NY                           | Courtney Jensen                      | Episodio: "The Real McCoy" |
| 2013          | Police Guys                       | Ella misma                           | Película de televisión |
| 2013          | The League                        | La chica de Pete                     | Episodio: "Chalupa vs. the Cutlet" |
| 2014          | Female Moments                    | Maude                                | Episodio: "Stuck" |
| 2014          | Trip Tank                         | Claire / Christine                   | Voz. Episodios: "Roy & Ben's Day Off", "Candy Van Finger Bang", "XXX Overload" |
| 2014          | Clarence                          | Varios                               | 7 Episodios |
| 2014          | Acting Dead                       | Snotty Casting Director              | Episodios: "Career Suicide" y "This Town Needs an Exorcist" |
| 2016          | Modern Family                     | Lisa Delaney                         | Episodio: "Playdates" |
| 2017-2018     | Hollywood Darlings                | Ella misma                           | Personaje principal (16 episodios) |
| 2018          | The 5th Quarter                   | Dr. Maria Van Nostrand               | Episodio: "Procussion" |
| 2019          | Station 19                        | Emmanuelle                           | Episodio: "When It Rains, It Pours!" |
| 2019          | American Housewife                | Margaret                             | Episodio: "The Dance" |
| 2021          | The Goldbergs                     | Extraña hermosa                      | Episodio: "Cocoon" |

### Videojuegos
| Año  | Título                                                      | Personaje                    |
| ---- | ----------------------------------------------------------- | ---------------------------- |
| 2010 | Medal of Honor                                              | Pistolera 1-1                |
| 2011 | Might & Magic Heroes VI                                     | Irina                        |
| 2011 | Uncharted: Golden Abyss                                     | Marisa Chase                 |
| 2012 | Family Guy: Back to the Multiverse                          | Joyce Kinney                 |
| 2013 | The Walking Dead: Season Two                                | Jane                         |
| 2014 | WildStar                                                    | Mujer Mordesh, Mujer Lowborn |
| 2016 | Tom Clancy's Rainbow Six Siege                              | Valkyrie                     |
| 2016 | The Walking Dead: A New Frontier                            | Jane                         |
| 2016 | Star Wars: The Old Republic - Knights of the Eternal Throne | Voces adicionales            |
| 2017 | Mass Effect: Andromeda                                      | Pelessaria 'Peebee' B'Sayle  |

## Teatro
| Título                                     | Personaje         |
| ------------------------------------------ | ----------------- |
| Oedipus the King, Mama!                    | Antigone          |
| Heathers: The Musical                      | Heather Duke      |
| Big: The Musical                           | Coreógrafo        |
| As U2 Like It                              | Coreógrafo        |
| Alice 2: Through the Looking Glass         | Coreógrafo        |
| Zanna Don't!                               | Coreógrafo        |
| Dog Sees God                               | Tricia            |
| Happy Days: A Family Musical               | Joanie Cunningham |
| Alice in One-Hit Wonderland                | Alice             |
| The Break Up Notebook: The Lesbian Musical | Casey / Sheila    |
| Ann E. Wrecksick                           | Olivia Whorebucks |
| Wrong Turn at Lungfish                     | Anita / Enfermera |
| Sneaux                                     | Darla / Sissy     |
| Silence! The Musical                       | Clarice Starling  |

## Narraciones de audio libro
| Título                                | Autor                            |
| ------------------------------------- | -------------------------------- |
| The Royal We                          | Heather Cocks and Jessica Morgan |
| "The Heir Affair"                     | Heather Cocks and Jessica Morgan |
| After the Red Rain                    | Barry Lyga and Robert Defranco   |
| Unmarked                              | Kami Garcia                      |
| The New Order                         | Chris Weitz                      |
| Glory O'Brien's History of the Future | A.S. King                        |
| Mercy Snow                            | Tiffany Baker                    |
| Broken Monsters                       | Lauren Beukes                    |
| The Coldest Girl in Coldtown          | Holly Black                      |
| Imaginary Friend                      | Stephen Chbosky                  |
| Parasite                              | Mira Grant                       |
| Symbiont                              | Mira Grant                       |
| Chimera                               | Mira Grant                       |
| Into the Drowning Deep                | Mira Grant                       |
| Cheater. Faker. Troublemaker.         | Jenny Rosen                      |
| Dark Sacred Night                     | Michael Connelly                 |
| The Night Fire                        | Michael Connelly                 |